# Len Lye

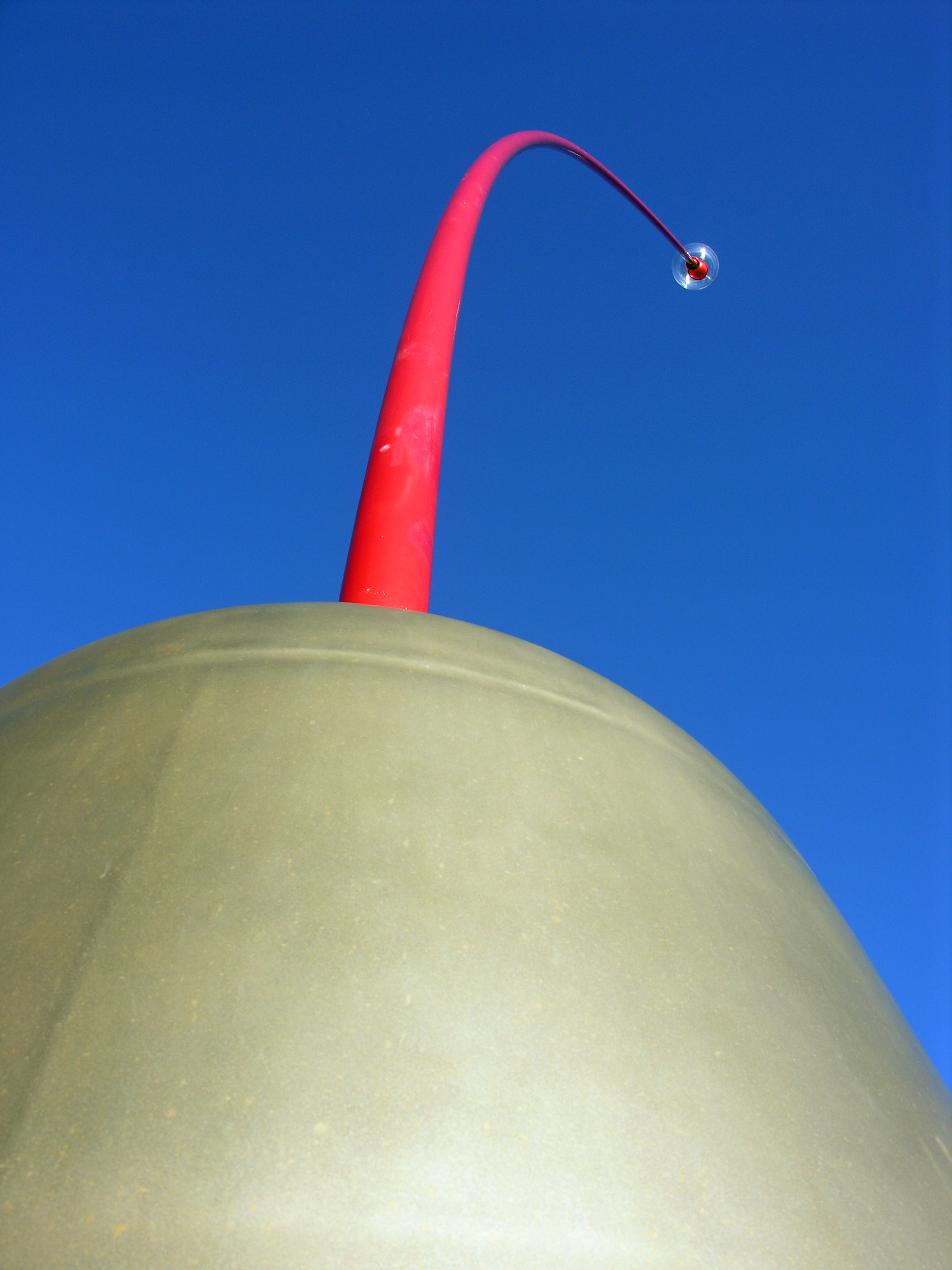
Wind Wand

Leonard Charles Huia (Len) Lye (Christchurch, 5 juli 1901 – Warwick, 15 mei 1980) was een Nieuw-Zeelandse filmregisseur, beeldhouwer, auteur en dichter. Hij is vooral bekend geworden als experimenteel filmmaker en kinetisch kunstenaar.

## Leven en werk
Len Lye werd geboren in Christchurch, waar hij ook opgroeide. Zijn belangstelling voor moderne kunstvormen werd vooral gewekt door publicaties over het futurisme (enkele kenmerken: snelheid, energie, agressie, krachtige lijnen, vooruitgang en nieuwe technologie) en hij ontwikkelde zich als autodidact zelf tot kunstenaar. Zijn interesse ging uit naar de kunstuitingen van de Maori's, de inheemse bevolking van Nieuw-Zeeland. Regelmatig bezocht hij gedurende enkele jaren Polynesische eilanden, onder andere Samoa, en de Aboriginals in Australië. In de twintiger jaren experimenteerde Lye al met bewegingskunst: film en kinetische kunst.
Het werk van Lye bevindt zich in de collectie van:
- Museum of Modern Art in New York (film en sculptuur)
- Whitney Museum of American Art in New York (sculptuur)
- Art Institute of Chicago in Chicago (sculptuur)
- Albright-Knox Art Gallery in Buffalo (New York) (sculptuur)
- New Zealand Film Archive (film)
- New Zealand Electronic Poetry Centre (gedichten)
- British Film Institute (film)

### Filmmaker
Lye ging in 1926 naar Londen, waar hij zich aansloot bij de Seven and Five Society, een groepering van abstracte kunstenaars. Hij was bevriend met de dichters Dylan Thomas en Robert Graves. Lye was een pionier van de experimentele en kleurenfilm. In 1929 produceerde hij zijn eerste experimentele film Tusalava.
In 1943 kreeg Lye een baan in New York bij de documentairemakers van The March of Time en hij verhuisde naar de Verenigde Staten. Hij doceerde gedurende drie jaar aan de New York University. Lye stierf in 1980 in Warwick in de staat Rhode Island.

### Len Lye Foundation[2]
Lye bezocht in 1977 Nieuw-Zeeland om een eerste expositie bij te wonen in de Govett Brewster Art Gallery in New Plymouth. Kort voor zijn dood stichtte hij met medestanders de Len Lye Foundation, waaraan hij zijn complete archief en collectie werken (films, schilderijen, tekeningen, manuscripten en sculpturen) naliet.
Na Lye's dood in 1980 heeft de Len Lye Foundation zijn archief en collectie werken in bewaring gegeven aan de Govett-Brewster Art Gallery.

### Films[3]
- Tusalava (1929)
- Kaleidoscope (1935) in Dufaycolor
- A Colour Box (1935) in Dufaycolor
- Rainbow Dance (1936) in Gasparcolor
- Birth of a Robot (1936) in Gasparcolor
- Trade Tattoo (1937) in Technicolor
- Full Fathom Five (1937)
- Colour Flight (1937) in Gasparcolor
- North or Northwest? (N or NW?) (1938)
- Swinging the Lambeth Walk (1939) in Dufaycolor
- Musical Poster Number One (1940) in Technicolor
- When the Pie Was Opened (1941)
- Kill or Be Killed (1942)
- Color Cry (1952)
- Rhythm (1957)
- Free Radicals (1958, herziene versie 1979)
- Particles in Space (1979)
- Tal Farlow (postuum voltooid, 1980)

### Kinetische werken
- Harmonic (1959)
- Blade (1959/76)
- Wind Wand (1960) in Greenwich Village, New York
- Roundhead (1961)
- Loop (1963), Art Institute of Chicago
- Fountain (1963/76), Govett Brewster Art Gallery
- Grass (1965)
- Ribbon Snake (1965)
- Trilogy: a flip and two sisters (1977), Govett Brewster Art Gallery
- Wind Wand (2000) in New Plymounth[4]
- Waterwhirler (2006) in Wellington[4]

## Fotogalerij

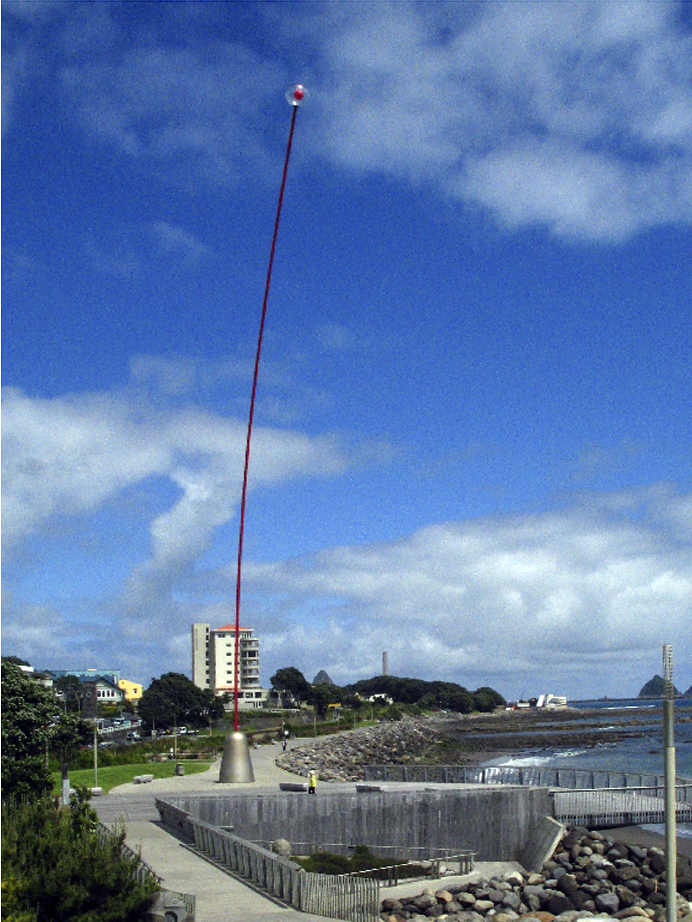
Wind Wand in New Plymouth
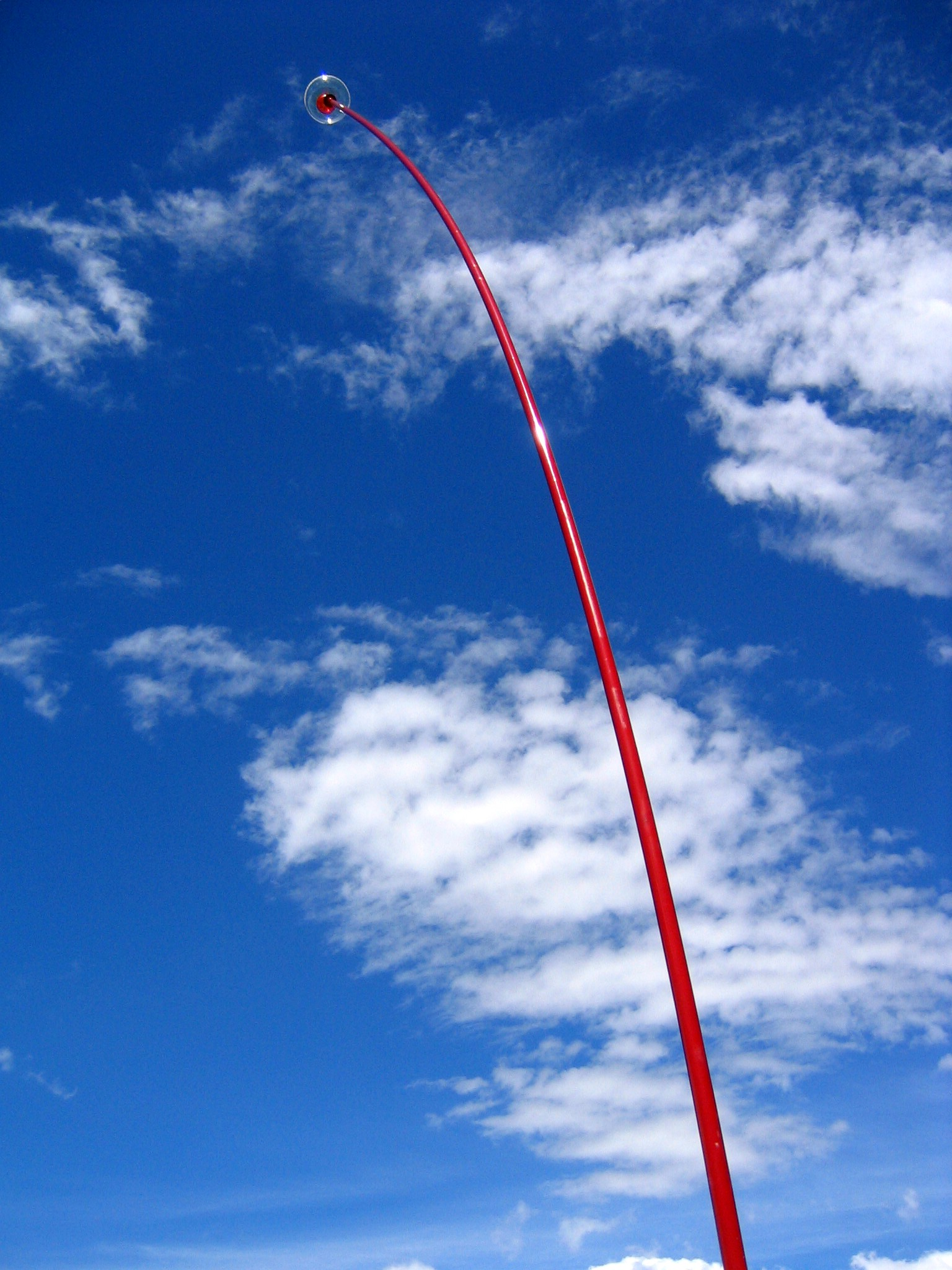
Wind Wand
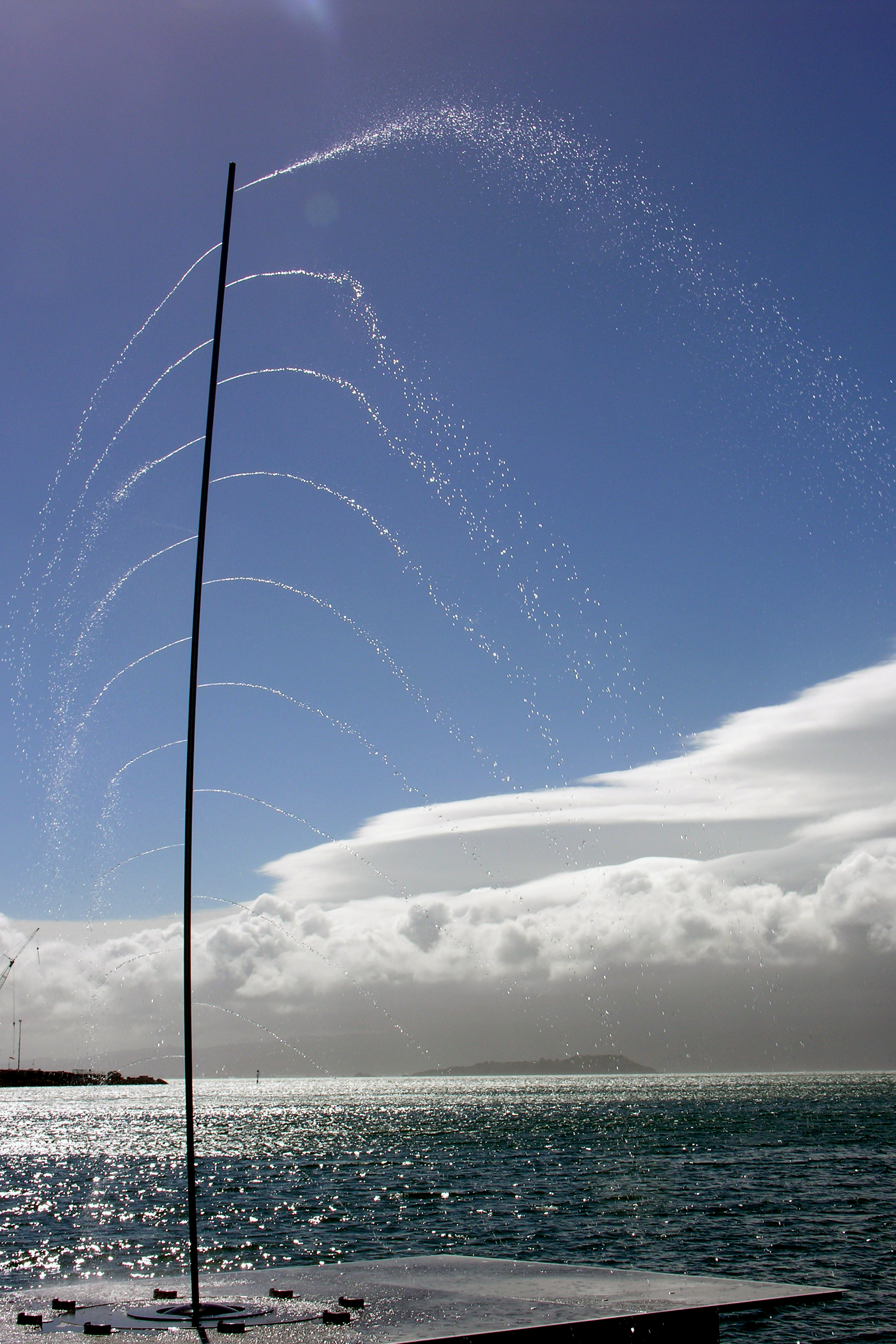
Waterwhirler in Wellington
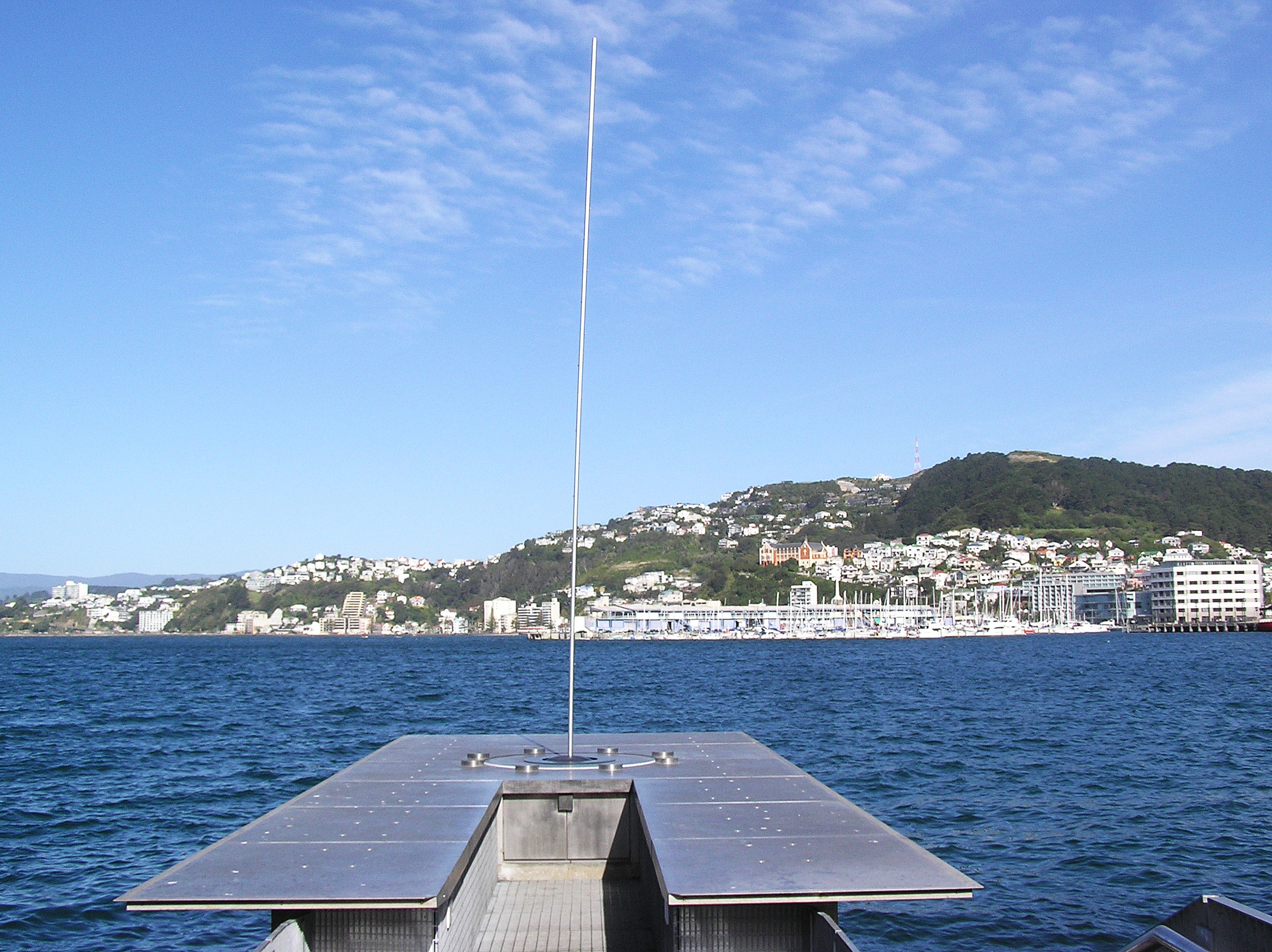
Waterwhirler